# Mugqu Co
Mugqu Co (kinesiska: Mujiu Cuo, 木纠错) är en sjö i Kina. Den ligger i den autonoma regionen Tibet, i den sydvästra delen av landet, omkring 250 kilometer nordväst om regionhuvudstaden Lhasa. Mugqu Co ligger 4 675 meter över havet. Arean är 83 kvadratkilometer. Trakten runt Mugqu Co består i huvudsak av gräsmarker. Den sträcker sig 15,5 kilometer i nord-sydlig riktning, och 25,7 kilometer i öst-västlig riktning.
Genomsnittlig årsnederbörd är 586 millimeter. Den regnigaste månaden är juli, med i genomsnitt 199 mm nederbörd, och den torraste är november, med 7 mm nederbörd.